# Schreckhornhütte
La Schreckhornhütte (2.530 m s.l.m.) è un rifugio alpino delle Alpi Bernesi situato nel Canton Berna.

## Caratteristiche
Si trova sul bordo dell'Obere Ischmeer, ghiacciaio tributario dell'Untere Grindelwaldgletscher. È stato costruito sulle rovina di un precedente rifugio.

## Accesso
L'accesso avviene da Grindelwald in circa cinque ore e trenta.

## Ascensioni
- Schreckhorn - 4.080 m
- Gross Fiescherhorn - 4.049 m
- Lauteraarhorn - 4.042 m
- Eiger - 3.970 m
- Kleines Schreckhorn 3.494 m
- Strahlegghorn 3.461 m
- Pfaffenstöckli 2.684 m